# Список країн Карибського басейну
| Список країн та залежних територій, що омиваються Карибським морем. |
| Карибське море                                                      |

## Континентальні країни
| Площа, км² | Країна / територія | Населення, чол. | Офіційна мова |
| ---------- | ------------------ | --------------- | ------------- |
| 1 972 550  | Мексика            | 118 395 054     | іспанська     |
| 1 138 910  | Колумбія           | 42 090 502      | іспанська     |
| 916 445    | Венесуела          | 27 730 469      | іспанська     |
| 129 494    | Нікарагуа          | 5 128 517       | іспанська     |
| 112 090    | Гондурас           | 6 975 204       | іспанська     |
| 108 890    | Гватемала          | 11 237 196      | іспанська     |
| 75 517     | Панама             | 3 232 000       | іспанська     |
| 51 100     | Коста-Рика         | 4 327 000       | іспанська     |
| 22 966     | Беліз              | 315 000         | англійська    |

## Острівні держави та території
| Площа, км² | Країна / територія                                                | Населення, чол. | Офіційна мова                       |
| ---------- | ----------------------------------------------------------------- | --------------- | ----------------------------------- |
| 110 860    | Куба                                                              | 11 382 000      | іспанська                           |
| 48 442     | Домініканська Республіка                                          | 9 183 394       | іспанська                           |
| 27 750     | Гаїті                                                             | 8 528 000       | французька креольська               |
| 10 991     | Ямайка                                                            | 2 651 000       | англійська                          |
| 9 104      | Пуерто-Рико                                                       | 3 955 000       | іспанська англійська                |
| 5 128      | Тринідад і Тобаго                                                 | 1 305 000       | англійська                          |
| 2 756      | Франція (Гваделупа, Мартиніка)                                    | 544 000         | французька                          |
| 754        | Домініка                                                          | 79 000          | англійська                          |
| 617        | Сент-Люсія                                                        | 161 000         | англійська                          |
| 444        | Кюрасао                                                           | 141 766         | нідерландська пап'яменто            |
| 442        | Антигуа і Барбуда                                                 | 81 000          | англійська                          |
| 431        | Барбадос                                                          | 279 000         | англійська                          |
| 389        | Сент-Вінсент і Гренадини                                          | 119 000         | англійська                          |
| 346        | Американські Віргінські Острови                                   | 112 000         | англійська                          |
| 344        | Гренада                                                           | 103 000         | англійська                          |
| 322        | Нідерланди (Нідерландські Карибські острови)                      | 18 012          | нідерландська англійська пап'яменто |
| 264        | Кайманові Острови                                                 | 48 000          | англійська                          |
| 261        | Сент-Кіттс і Невіс                                                | 43 000          | англійська                          |
| 193        | Аруба                                                             | 99 000          | нідерландська пап'яменто            |
| 153        | Британські Віргінські Острови                                     | 22 000          | англійська                          |
| 102        | Ангілья                                                           | 12 000          | англійська                          |
| 102        | Монтсеррат                                                        | 4 000           | англійська                          |
| 53         | Сен-Мартен                                                        | 33 000          | французька                          |
| 34         | Сінт-Мартен                                                       | 40 917          | нідерландська                       |
| 21         | Сен-Бартелемі                                                     | 8 000           | французька                          |
| 5          | США (Зовнішні малі острови США): Навасса, Серанілья та Бахо-Нуево | 0               | англійська                          |